# Franck Priou
Pour les articles homonymes, voir Priou.
Franck Priou, né le 17 octobre 1963 à Marignane, est un footballeur et entraîneur français. 
Actif de 1985 à 2000, ce joueur solide (1,81 m pour 84 kg) et efficace devant le but évoluait en tant qu'attaquant.

## Biographie
Franck Priou comptabilise 289 matches de championnat (Ligue 1, Ligue 2, et National) pour un total de 137 buts inscrits, en se forgeant une réputation de bon buteur de Division 2. Vainqueur du Championnat de France de D2 en 1996 avec le SM Caen, il est cette saison-là meilleur buteur du championnat et nommé par France Football meilleur joueur du championnat.
En janvier 2002, il est diplômé du DEF (Diplôme d'entraîneur de football). Après sa carrière de joueur, Franck Priou devient directeur sportif du FC Istres pendant 7 ans (de 2000 à 2007) avant d'embrasser la carrière d'entraîneur, d'abord au FC Istres où il a terminé sa carrière de joueur, puis dans différents clubs français de National, CFA et CFA2. Il permet notamment au Gap HAFC de monter en National (troisième niveau) à l'issue de la saison 2009-2010.
Depuis 2019, il entraîne l'US Marseille Endoume Cantalans. 

## Carrière de joueur
Clubs
- 1985-1986 : FC Istres (Division 2, 30 matchs, 14 buts)
- 1986-1987 : Olympique lyonnais (Division 2, 30 matchs, 10 buts)
- 1987-1988 : Olympique lyonnais (Division 2, 23 matchs, 5 buts)
- 1988-1989 : FC Mulhouse (Division 2, 30 matchs, 19 buts)
- 1989-1990 : FC Mulhouse (Division 1, 32 matchs, 12 buts)
- 1990-1991 : FC Sochaux (Division 1, 20 matchs, 3 buts)
- 1991-1992 : AS Cannes (Division 1, 18 matchs, 5 buts)
- 1992-1993 : AS Cannes (Division 2, 32 matchs, 21 buts)
- 1993-1994 : AS Cannes (Division 1, 32 matchs, 18 buts)
- 1994-jan. 1995 : AS Cannes (Division 1, 7 matchs, 2 buts)
- jan. 1995-1995 : AS Saint-Étienne (Division 1, 10 matchs, 3 buts)
- 1995-1996 : SM Caen (Division 2, 37 matchs, 24 buts)
- 1996-1997 : FC Martigues (Division 2, 31 matchs, 12 buts)
- 1997-1998 : FC Istres (National, 15 matchs, 10 buts)
- 1998-1999 : FC Istres (National, 18 matchs, 3 buts)
- 1999-2000 : FC Istres (National, 15 matchs, 7 buts)[5],[6]

## Palmarès joueur

### En club
- Champion de France de Division 2 en 1996 avec le SM Caen
- Vice-champion de France de Division 2 en 1989 avec le FC Mulhouse

### Distinctions individuelles
- Meilleur buteur de Division 2 en 1993 (21 buts)
- Meilleur buteur de Division 3 en 1985 (22 buts)
- Élu meilleur joueur de Division 2 France Football en 1996

## Palmarès d'entraîneur
- Champion de CFA (Groupe B) en 2010 avec le Gap FC (montée en National)
- Vainqueur de la Coupe de Provence en 2019 avec le Istres FC